# جدل الطب النفسي البيولوجي
الجدل حول البيولوجيا النفسية (Biopsychiatry controversy) هو نزاع حول النظرة التي يجب أن تسود وتشكل أساس النظرية والممارسة في الطب النفسي. يتمحور هذا الجدل حول انتقاد النظرة البيولوجية الصارمة التي يُزعم أنها تهيمن على التفكير النفسي. ويشمل منتقدوها مجموعات متنوعة مثل حركة معاداة الطب النفسي (Antipsychiatry) وبعض الأكاديميين.

## نظرة عامة على المعارضة للبيولوجيا النفسية
تهدف البيولوجيا النفسية أو الطب النفسي البيولوجي إلى دراسة العوامل المحددة لاضطرابات الصحة العقلية ووضع تدابير علاجية ذات طبيعة جسدية في المقام الأول.[بحاجة لتوضيح]
انتقد ألفين بام (Alvin Pam) هذا المنهج، واصفًا إياه بأنه "نظرة جامدة، أحادية البعد، وميكانيكية للعالم"، مما أدى إلى توجيه "البحث في الطب النفسي نحو اكتشاف العوامل الجينية أو العصبية الشاذة التي تكمن وراء السلوك المنحرف اجتماعيًا وتسببها". وفقًا لبام، فإن نهج "إلقاء اللوم على الجسد"، الذي يعتمد عادةً على الأدوية لعلاج الاضطرابات النفسية، يحوّل التركيز من السلوك المضطرب داخل الأسرة إلى اختلالات كيميائية حيوية مفترضة.

## قضايا البحث

### حالة البحث البيولوجي النفسي في عام 2003
أظهر البحث البيولوجي النفسي وجود تشوهات قابلة للتكرار في بنية ووظيفة الدماغ، بالإضافة إلى وجود مكون وراثي قوي لعدد من الاضطرابات النفسية (على الرغم من أن الأخير ثبت أنه ارتباطي وليس سببيًا). كما تم توضيح بعض آليات عمل الأدوية الفعالة في علاج بعض هذه الاضطرابات. ومع ذلك، وبحسب اعترافهم، لم يتقدم هذا البحث إلى الحد الذي يمكنهم من خلاله تحديد علامات حيوية واضحة لهذه الاضطرابات.
أظهرت الأبحاث أن الاضطرابات العصبية البيولوجية الخطيرة مثل الفصام (Schizophrenia) تكشف عن تشوهات قابلة للتكرار في بنية الدماغ (مثل تضخم البطينين) ووظائفه. هناك أدلة قوية على أن اضطرابات مثل الفصام، الاضطراب ثنائي القطب، والتوحد، وغيرها، لها مكون وراثي قوي. ومع ذلك، لم تتقدم علوم الدماغ إلى الحد الذي يمكن فيه للعلماء أو الأطباء تحديد آفات مرضية واضحة أو تشوهات جينية تعمل بمفردها كعلامات حيوية موثوقة أو تنبؤية لاضطراب نفسي معين أو مجموعة من الاضطرابات النفسية. في النهاية، قد لا يتم العثور على آفة تشريحية كبيرة مثل ورم؛ بل من المرجح أن تثبت الاضطرابات النفسية أنها تمثل اضطرابات في التواصل بين الخلايا أو في الدوائر العصبية المعطلة. لقد أوضحت الأبحاث بالفعل بعض آليات عمل الأدوية الفعالة في علاج الاكتئاب، الفصام، القلق، اضطراب نقص الانتباه، والاضطرابات المعرفية مثل مرض الزهايمر. تؤثر هذه الأدوية بوضوح على ناقلات عصبية محددة، وهي مواد كيميائية طبيعية في الدماغ تؤثر أو تنظم التواصل بين الخلايا العصبية في مناطق الدماغ التي تتحكم في المزاج، التفكير المعقد، القلق، والإدراك. في عام 1970، مُنح جائزة نوبل إلى جوليوس أكسلرود، دكتوراه، من المعهد الوطني للصحة العقلية، لاكتشافه كيفية تنظيم الأدوية المضادة للاكتئاب لتوافر الناقلات العصبية مثل النورإبينفرين في المشابك، أو الفجوات، بين الخلايا العصبية.— الجمعية الأمريكية للطب النفسي، بيان حول تشخيص وعلاج الاضطرابات النفسية

### التركيز على العوامل الجينية
اقترح الباحثون أن معظم الاضطرابات النفسية الشائعة وإساءة استخدام المواد يمكن أن تُعزى إلى عدد صغير من أبعاد المخاطر الجينية. كما أظهرت تقارير وجود ارتباطات كبيرة بين مناطق جينومية محددة والاضطرابات النفسية. ومع ذلك، حتى مارس 2024، تم إثبات أن عددًا قليلاً فقط من التشوهات الجينية مسؤولة بشكل ميكانيكي عن الحالات النفسية. على سبيل المثال، تشير إحدى النتائج المبلغ عنها إلى أن الجين الذي يُشفر فوسفوديستيراز 4B (PDE4B) يكون معطلاً لدى الأشخاص الذين تم تشخيصهم بالفصام وكذلك لدى أقاربهم الذين يعانون من أمراض نفسية مزمنة، وذلك بسبب انتقال صبغي متوازن.
أسباب النقص النسبي في الفهم الجيني تعود إلى أن الروابط بين الجينات والحالات العقلية التي تُعرف على أنها غير طبيعية تبدو معقدة للغاية، وتتضمن تأثيرات بيئية واسعة النطاق ويمكن أن تكون وسيطة بعدة طرق مختلفة؛ على سبيل المثال، من خلال الشخصية، المزاج، أو الأحداث الحياتية. لذلك، بينما تشير دراسات التوائم وأبحاث أخرى إلى أن الشخصية قابلة للتوريث إلى حد ما، فإن العثور على الأساس الجيني لسمات شخصية أو مزاجية معينة، وارتباطها بمشاكل الصحة العقلية، هو "على الأقل بنفس صعوبة البحث عن الجينات المشاركة في الاضطرابات المعقدة الأخرى." يجادل ثيودور ليدز (Theodore Lidz) وكتاب "وهم الجين" (The Gene Illusion) بأن علماء النفس البيولوجي يستخدمون المصطلحات الجينية بطريقة غير علمية لتعزيز منهجهم. يؤكد جوزيف أن علماء النفس البيولوجي يركزون بشكل غير متناسب على فهم الجينات لدى الأفراد الذين يعانون من مشاكل الصحة العقلية على حساب معالجة مشاكل المعيشة في بيئات بعض العائلات أو المجتمعات التي تعاني من إساءة معاملة شديدة.

### التركيز على العوامل الكيميائية الحيوية
تنص فرضية اختلال التوازن الكيميائي على أن اختلال التوازن الكيميائي داخل الدماغ هو السبب الرئيسي للحالات النفسية، وأن هذه الحالات يمكن تحسينها باستخدام الأدوية التي تعيد هذا التوازن. وفقًا لهذه الفرضية، تعكس المشاعر ضمن النطاق "الطبيعي" توازنًا صحيحًا في وظيفة الناقلات العصبية، ولكن المشاعر الشديدة بشكل غير طبيعي والتي تكون كافية للتأثير على الأداء اليومي للمرضى (كما يُرى في الفصام) تعكس اختلالًا عميقًا. وبالتالي، فإن هدف التدخل النفسي هو استعادة التوازن (عبر الأساليب النفسية الدوائية) الذي كان موجودًا قبل ظهور المرض.
هذا الإطار المفاهيمي قد نوقش داخل المجتمع العلمي، على الرغم من عدم ظهور فرضية أخرى متفوقة بشكل واضح. مؤخرًا، أظهر النهج البيولوجي النفسي الاجتماعي للأمراض العقلية أنه النظرية الأكثر شمولاً وقابلية للتطبيق في فهم الاضطرابات النفسية. ومع ذلك، لا يزال هناك الكثير لاكتشافه في هذا المجال من البحث. على سبيل المثال، بينما تم إحراز تقدم كبير في فهم بعض الاضطرابات النفسية (مثل الفصام)، فإن اضطرابات أخرى (مثل الاكتئاب الشديد) تعمل عبر ناقلات عصبية متعددة وتتفاعل في مجموعة معقدة من الأنظمة التي لم يتم فهمها بالكامل بعد.

### الاختزالية
يؤكد نيل مكلارين في كتبه "Humanizing Madness" و"Humanizing Psychiatry" أن المشكلة الرئيسية في الطب النفسي هي افتقاره إلى نموذج موحد للعقل وأصبح محاصرًا في نموذج اختزالي بيولوجي. أسباب هذا التحول البيولوجي بديهية، حيث كانت الاختزالية فعالة جدًا في مجالات العلوم والطب الأخرى. ومع ذلك، على الرغم من فعالية الاختزالية في تفسير أصغر أجزاء الدماغ، إلا أنها لا تفسر العقل، وهو المكان الذي يعتقد أن معظم الأمراض النفسية تنبع منه. على سبيل المثال، يمكن فهم كل جانب من جوانب الكمبيوتر علميًا حتى الذرة الأخيرة؛ ومع ذلك، فإن هذا لا يكشف عن البرنامج الذي يدير هذه الأجهزة. كما يجادل بأن القبول الواسع للنموذج الاختزالي يؤدي إلى نقص في الانفتاح على النقد الذاتي، و"الرضا عن النفس الذي يوقف محرك التقدم العلمي نفسه". وقد اقترح نموذجه الثنائي الطبيعي للعقل، النموذج البيولوجي المعرفي، الذي يستند إلى نظريات ديفيد تشالمرز وآلان تورينغ ولا يقع في "فخ الثنائية" المتمثل في الروحانية.

## التأثيرات الاقتصادية على الممارسة النفسية
صرح رئيس الجمعية الأمريكية للطب النفسي، ستيفن إس. شارفستين، دكتوراه في الطب، أنه عندما يتم محاذاة الدافع الربحي لشركات الأدوية مع الخير الإنساني، تكون النتائج مفيدة للجميع: "لقد طورت شركات الأدوية وأدخلت إلى السوق أدوية غيرت حياة ملايين المرضى النفسيين. لقد ساعدت فعالية الأدوية المضادة للاكتئاب، ومثبتات المزاج، والأدوية المضادة للذهان في زيادة وعي الجمهور بواقع الأمراض العقلية وتعليمهم أن العلاج فعال.
. بهذه الطريقة، ساعدت الصناعة الدوائية الكبرى في تقليل الوصمة المرتبطة بالعلاج النفسي والأطباء النفسيين." ومع ذلك، أقر شارفستين بأن أهداف الأطباء الأفراد الذين يقدمون الرعاية المباشرة للمرضى يمكن أن تختلف عن أهداف صناعة الأدوية والأجهزة الطبية. النزاعات الناشئة عن هذا التفاوت تثير مخاوف طبيعية في هذا الصدد، بما في ذلك:
- "نظام رعاية صحية معطل" يسمح "للكثير من المرضى [بأن] يتم وصف الأدوية الخاطئة لهم أو أدوية لا يحتاجونها"؛
- "فرص التعليم الطبي التي ترعاها شركات الأدوية [والتي] غالبًا ما تكون متحيزة نحو منتج معين أو آخر"؛
- "التسويق المباشر للمستهلكين [الذي] يؤدي أيضًا إلى زيادة الطلب على الأدوية ويرفع التوقعات حول فوائد الأدوية"؛
- "شركات الأدوية [التي] تدفع للأطباء للسماح لممثلي الشركة بالجلوس في جلسات المرضى لمعرفة المزيد عن رعاية المرضى."

ومع ذلك، أقر شارفستين بأنه بدون شركات الأدوية التي تقوم بتطوير وإنتاج الأدوية الحديثة، فإن كل تخصص طبي تقريبًا سيكون لديه عدد قليل (إن وجد) من العلاجات للمرضى الذين يعتنون بهم.

### تأثيرات صناعة الأدوية في الطب النفسي
أظهرت الدراسات أن التسويق الترويجي من قبل شركات الأدوية وغيرها لديه القدرة على التأثير على قرارات الأطباء. قد يجادل مصنعو الأدوية (وغيرهم من المؤيدين) بأنه في عالم اليوم الحديث، لا يملك الأطباء الوقت الكافي لتحديث قاعدة معارفهم باستمرار حول حالة أحدث الأبحاث؛ وأنهم من خلال توفير مواد تعليمية لكل من الأطباء والمرضى، يقدمون منظورًا تعليميًا؛ وأنه من مسؤولية الطبيب الفردي أن يقرر ما هو أفضل علاج لمرضاه. تم استبدال التسويق الترويجي بأنشطة تعليمية أصبحت أساس الإصلاحات القانونية والصناعية التي تشمل هدايا الأطباء، والتأثير في التعليم الطبي العالي، وكشف الأطباء عن تضارب المصالح، وغيرها من الأنشطة الترويجية.
في مقال عن تأثير الإعلانات على مبيعات مضادات الاكتئاب التي يتم تسويقها، أظهرت الأدلة أن كلًا من المرضى والأطباء يمكن أن يتأثروا بالإعلانات الإعلامية، وأن هذا التأثير لديه إمكانية زيادة تكرار وصف أدوية معينة على غيرها.

### عام
- معاداة الطب النفسي – حركة تنتقد الطب النفسي من منظور حقوق الإنسان.
- أبحاث اضطرابات ثنائي القطب – تحليل بيولوجي نفسي لأسباب اضطرابات ثنائي القطب.
- إليوت فالينشتاين – عالم نفس وعالم أعصاب، مؤلف كتاب "إلقاء اللوم على الدماغ".
- وهم الجين – كتاب لعالم النفس السريري جاي جوزيف.
- أسباب الفصام
- جدل حول اضطراب فرط الحركة ونقص الانتباه
- تاريخ موجز للقلق (خاصتك وخاصتي)، كتاب للصحفية باتريشيا بيرسون
- نموذج الصدمة للاضطرابات العقلية
- تفسير الفصام – كتاب حائز على جوائز لسيلفانو أريتي، يقدم أدلة توضيحية على أسباب نفسية للفصام.

### مجموعات تنتقد النموذج الطبي الحيوي
- مايندفريدم (Mindfreedom) – مجموعة تدافع عن "الاختيار" فيما يتعلق بالأدوية النفسية.
- ICSPP (المركز الدولي لدراسة الطب النفسي وعلم النفس)
- ISPS (الجمعية الدولية للنهج النفسية والاجتماعية للذهان)
- CEP (مجلس الطب النفسي القائم على الأدلة)

## روابط خارجية

### انتقادات من علماء النفس والمهنيين الطبيين
1. APA تحارب محاولات تقييد الوصول إلى الأدوية النفسية، ميشيل ريبا، دكتوراه في الطب، ماجستير في العلوم، رئيسة الجمعية الأمريكية للطب النفسي.
2. ضد الطب النفسي البيولوجي[وصلة مكسورة] - مقال بقلم ديفيد كايزر، دكتور في الطب، في Psychiatric Times (1996، المجلد الثالث عشر، العدد 12).
3. تحدي الدولة العلاجية – عدد خاص من مجلة العقل والسلوك (1990، المجلد 11:3).
4. رسالة استقالة من الجمعية الأمريكية للطب النفسي – من لورين آر. موشر، دكتور في الطب، رئيس سابق لدراسات الفصام في المعهد الوطني للصحة العقلية.
5. مذكرة من شبكة الطب النفسي النقدي إلى برلمان المملكة المتحدة – أدلة مكتوبة إلى لجنة الصحة التابعة لمجلس العموم، أبريل 2005.

### قضايا منهجية
1. حول حدود تحديد العمليات المعرفية في الدماغ – مقال بقلم ويليام آر. أوتال، أستاذ فخري في علم النفس بجامعة ميشيغان، بناءً على كتابه الفينولوجيا الجديدة (MIT Press، 2001).